# 반스 (위성)

반스 (영어: Vanth)는 90482 오르쿠스의 자연 위성이다. 2005년 11월 13일 허블 우주망원경에 의해 발견되었으며 지름은 443km으로 오르쿠스 크기의 절반 정도이다. 반스는 오르쿠스와 쌍성계를 형성할만큼 거대하며 이는 명왕성 - 카론 쌍성계와 매우 유사하다. 두 계 모두 태양계 역사 초기에 거대한 충돌로 인해 비슷하게 형성되었을 것이라는 가설이 있다. 오르쿠스와 비교했을 때 반스는 노출된 물 얼음이 없는 것으로 추정되는 더 어둡고 약간 붉은 표면을 가지고 있어 고대 카이퍼대 천체로 추측된다.